# Villa romana de l’Albir
La Villa romana de l’Albir (El Albir, Alfaz del Pi, Alicante) es un yacimiento arqueológico datado en el periodo bajoimperial, entre los siglos III y VII. En época romana la villa estaría integrada en el territorio romano de Allon, actual Villajoyosa, ciudad creada a finales del siglo I. Los restos arqueológicos de l’Albir configuraban una zona rural cuyo foco sería esta villa. Como casi todo yacimiento arqueológico, está catalogado por parte de la Generalitat Valenciana, en este caso como Bien de relevancia local.

## Historia y descripción
Las primeras excavaciones revelaron una zona de termas y un mausoleo familiar. Dado que la villa tuvo un constante uso, ha tenido diferentes funciones, siendo su mayor periodo de actividad entre los siglos IV y V.
Las villae romanas se ubicaban en zonas medianamente alejadas a los focos urbanos para la explotación del medio rural a cargo de una familia con un alto estatus social. Esta infraestructura se dedicaba básicamente al cultivo de vid y el olivo. Actualmente se conservan instrumentos que indican que la villa romana de l'Albir contaba con una almazara propia, aunque se encontraron en un emplazamiento distinto a su origen debido a la reutilización de materiales en épocas posteriores.

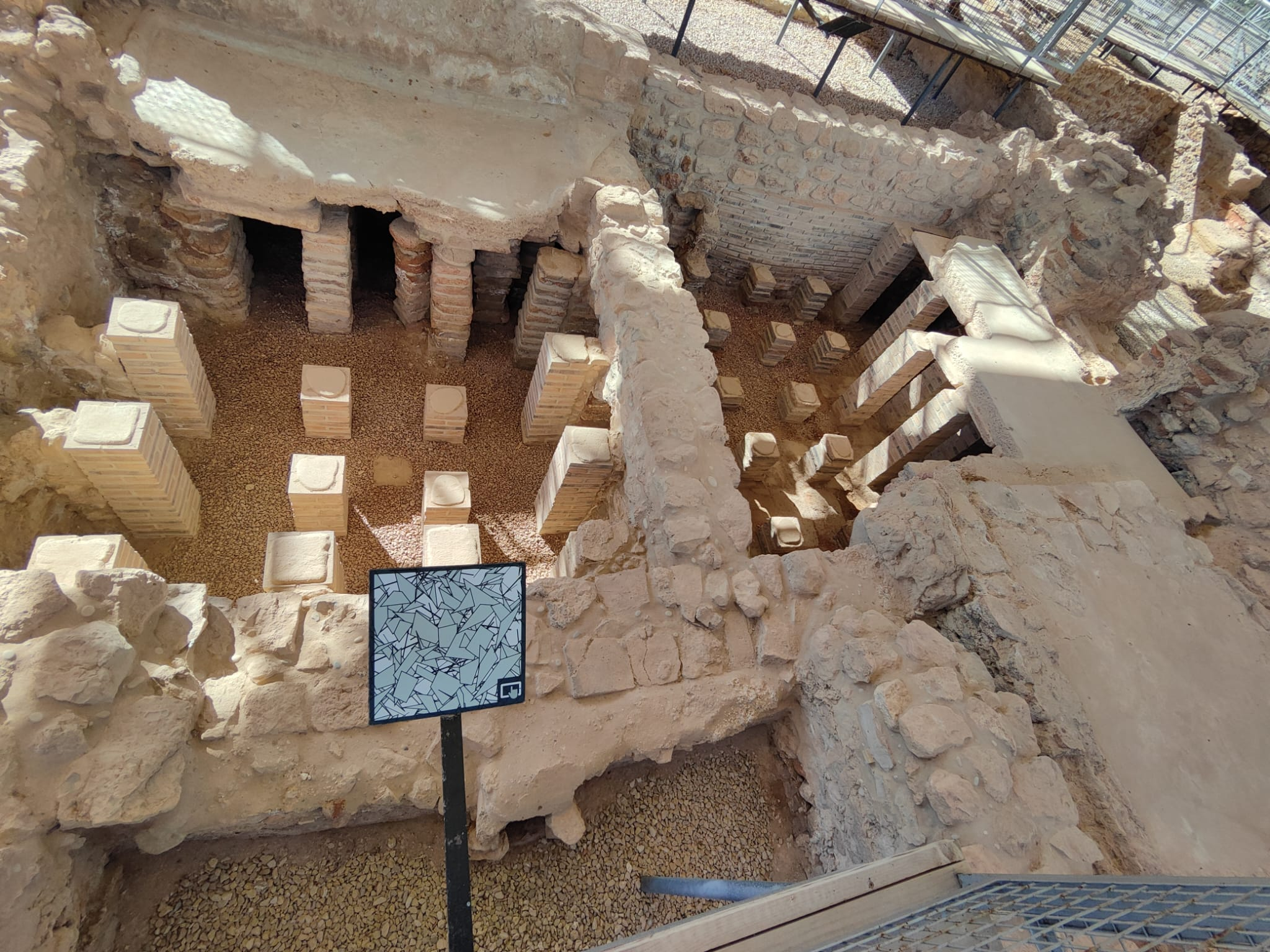
Hypocaustum con pilares reconstruidos de las salas templada y caliente

Como toda gran vivienda de naturaleza patricia, esta villa disponía de unas termas privadas, las cuales conforman la tipología clásica de terma : vestuario (apodyterium), sala fría (frigidarium), sala templada (tepidarium) y sala caliente (caldarium). El sistema de calefacción se desarrollaba mediante un hipocausto bajo las salas y las puertas que las separaban se dispusieron en diagonal para mantener mejor el calor.

## Necrópolis infantil

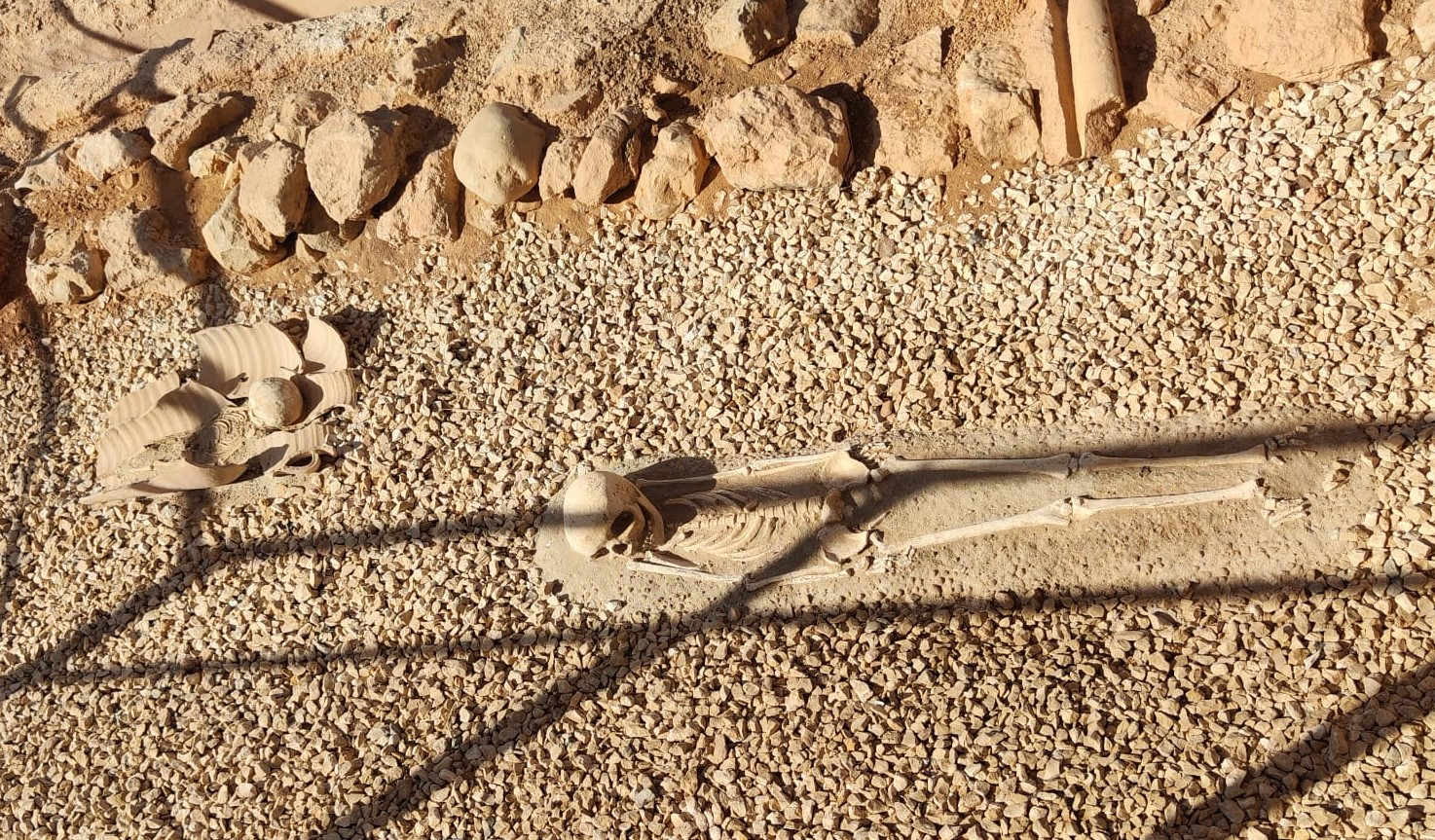
Recreación de los infantes exhumados.

A mediados del siglo IV las termas cayeron en desuso aunque, sin embargo, fueron utilizadas como área de enterramiento infantil. Las intervenciones realizadas hasta 2012 confirman un total de cuatro enterramientos, no obstante, sólo se han encontrado dos cuerpos inhumados: un bebé en el interior de un ánfora en posición fetal y un esqueleto de un niño o niña de unos 10 u 11 años. Cabe especificar que ningún tipo de prenda, ajuar u objeto de tipo ritual les acompañaba. Este hallazgo ha resultado muy interesante para la investigación de los enterramientos de tiempos imperiales, en especial por el estudio entre las diferencias rituales de ámbito funerario entre niños y adultos en territorio valenciano. La expresión funus acerbum designa al conjunto de ceremonias fúnebres a las que era sometido un individuo fallecido antes de tiempo,,término que comprenden los cuerpos infantiles exhumados en lugar de la cremación practicada en adultos. Asimismo, son también objeto de estudio desde la perspectiva cronológica, pues permiten conocer las costumbres funerarias infantiles en un periodo de transición religiosa y social entre el paganismo y la nueva corriente monoteísta, el cristianismo.

## Museo
Tras el comienzo de la urbanización de la zona de la playa en el Albir en los años ochenta del pasado siglo, se descubrieron los restos arqueológicos, cuyas excavaciones se llevaron a cabo entre 1979 y 1990 bajo la dirección de J. Guillermo Morote Barberá. De las intervenciones surgieron, además de los cimientos arquitectónicos, diversos objetos como vasos, jarras, herramientas y demás enseres romanos que actualmente se conservan en el Museo Arqueológico de Alicante (al igual que los restos de los infantes encontrados). El 26 de marzo de 2011 fue inaugurado el Museo de la Villa Romana de l’Albir (VRA), el cual también exhibe y conserva algunos de los objetos encontrados. Actúa además, como centro de interpretación, invitando a los visitantes a descubrir el día a día y el funcionamiento de una villa romana vista desde el punto de vista doméstico.

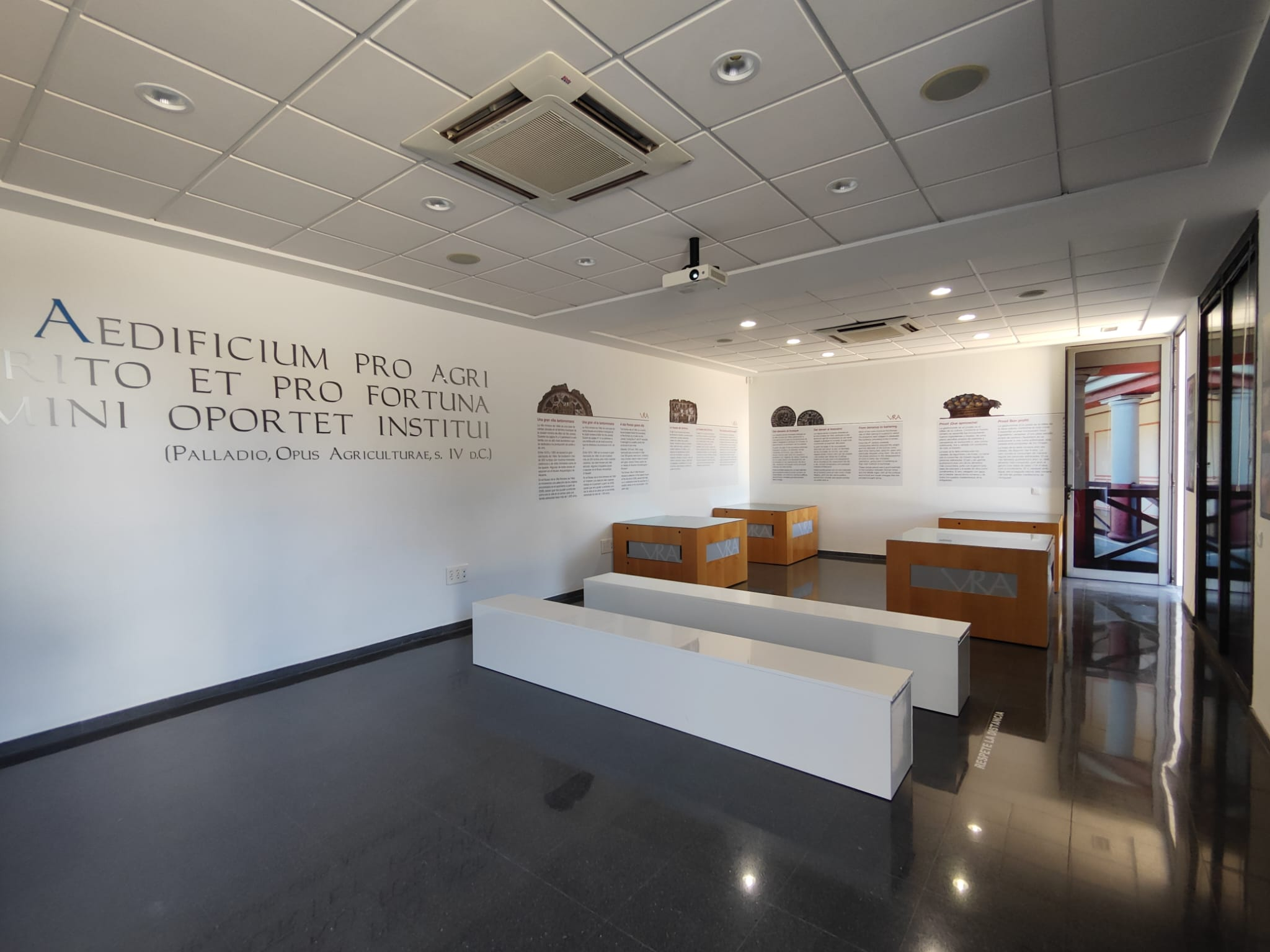
Interior del centro de interpretación con exposición de piezas.

A día de hoy son visitables tanto los restos que conformaban la antigua villa patricia como el mausoleo familiar, aunque este último está emplazado en una zona urbanizada privada que, sin embargo, se puede contemplar desde la calle Ruperto Chapí. Cabe destacar que el conjunto arqueológico aún no ha sido completamente excavado. Actualmente se están recuperando vestigios de asentamientos visigodos en el mismo emplazamiento, los cuales reutilizaron los materiales romanos para construir sus propias infraestructuras.